# Завод суперфосфату в Індоре
Завод суперфосфату в Індоре – підприємство у штаті Мадг'я-Прадеш, яке належить компанії Rama Phosphates Limited (RPL).
У 1987 році на майданчику заводу запустили лінію з випуску суперфосфату потужністю 66 тисяч тон на рік. Наступного року тут же стало до ладу виробництво сульфатної кислоти річною потужністю 33 тисячі тон на рік (суперфосфат отримують шляхом обробки фосфатів зазначеною кислотою). Втім, піприємство могло діяти із значним перевищенням номінального показника, наприклад, в 1989/1990 бюджетному році рівень використання його потужностей склав 142%.
В 1993/1994 бюджетному році продуктивність підприємства збільшили удвічі. Ще одна велика модернізація завершилась у 2015/2016 році, після чого потужність заводу по суперфосфату досягнула 250 тисяч тон на рік. А у 2021-му стала до ладу нова лінія сульфатної кислоти, унаслідок чого майданчик досягнув річної потужності по цьому продукту на рівні 155 тисяч тон.
Технологічний процес отримання сульфатної кислоти передбачає спалювання сірки із виділенням значних обсягів тепла. Утилізація останнього з наступним виробництвом електроенергії дозволяє покрити власні енергетичні потреби заводу.